# Haqqi al-Azm
 (mai 2020).
Si vous disposez d'ouvrages ou d'articles de référence ou si vous connaissez des sites web de qualité traitant du thème abordé ici, merci de compléter l'article en donnant les références utiles à sa vérifiabilité et en les liant à la section « Notes et références ».
Haqqi al-Azm (en arabe : حقي العظم, Ḥaqqī al-'Aẓm ), né en 1870 et décédé en 1955 à Damas, est un homme politique syrien. Il a fait partie du pouvoir ottoman et est devenu le premier chef de gouvernement de la République syrienne.

## Débuts de carrière
Haqqi al-Azm est rattaché à l'éminente famille damascène d'al-Azm. Il fait ses études d'abord ses études au Lycée Ottoman, puis chez les Pères Lazaristes à Damas.
Il débute dans vie publique à l'âge de 19 ans à l'administration des douanes à Constantinople. Il est licencié lors de la prise de contrôle du Ministère par le Comité de l'union et du progrès (CUP) en 1911. Après sa défaite aux élections législatives de 1912, il s'installe au Caire et participe à la fondation du parti d'opposition, le Parti ottoman pour la décentralisation administrative. Le CUP interprète la correspondance diplomatique entre ce parti et les agents français et britanniques comme une preuve de tentative de cession des provinces arabophones de l'Empire ottoman. En 1913, al-Azm et d'autres personnalités du parti sont condamnées à mort par contumace et sont contraints à l'exil au Caire.

## Fin de carrière
Après la Première Guerre mondiale, al-Azm est un adversaire clé de l'implication des Hijazi en Syrie. Il est opposé à la révolte arabe qu'il qualifie de « révolte hijazie ». Il s'allie aux autorités françaises mandatées et est nommé premier gouverneur de l'État de Damas en 1921. Année au cours de laquelle, il échappe de peu à une tentative d'assassinat lors d'une visite à Qouneitra organisée avec le haut-commissaire de France au Levant Henri Gouraud. En 1932, à la suite de l'élection de Mohammed Ali Bey el-Abed, il est invité à former un cabinet, mais les dirigeants nationalistes boycottent le parlement. Son règne entre 1932-1934 rencontre une forte opposition du Bloc national.

## Appartenance maçonnique
Il est l'un des fondateurs et vénérable maitre honoraire en 1921 de la loge « Syrie » à Damas sous la tutelle du Grand Orient de France. En 1925, il en devient le Vénérable Maître. En 1927, il fonde la loge « Orient et Occident réunis » à Damas, sous juridiction du Grand Orient de France et en devient en 1928 son Vénérable Maître. Le 9 juin 1941, il est  Grand Maître dans les hauts grades du REAA.